# Fruchtkasten (Rosenfeld)

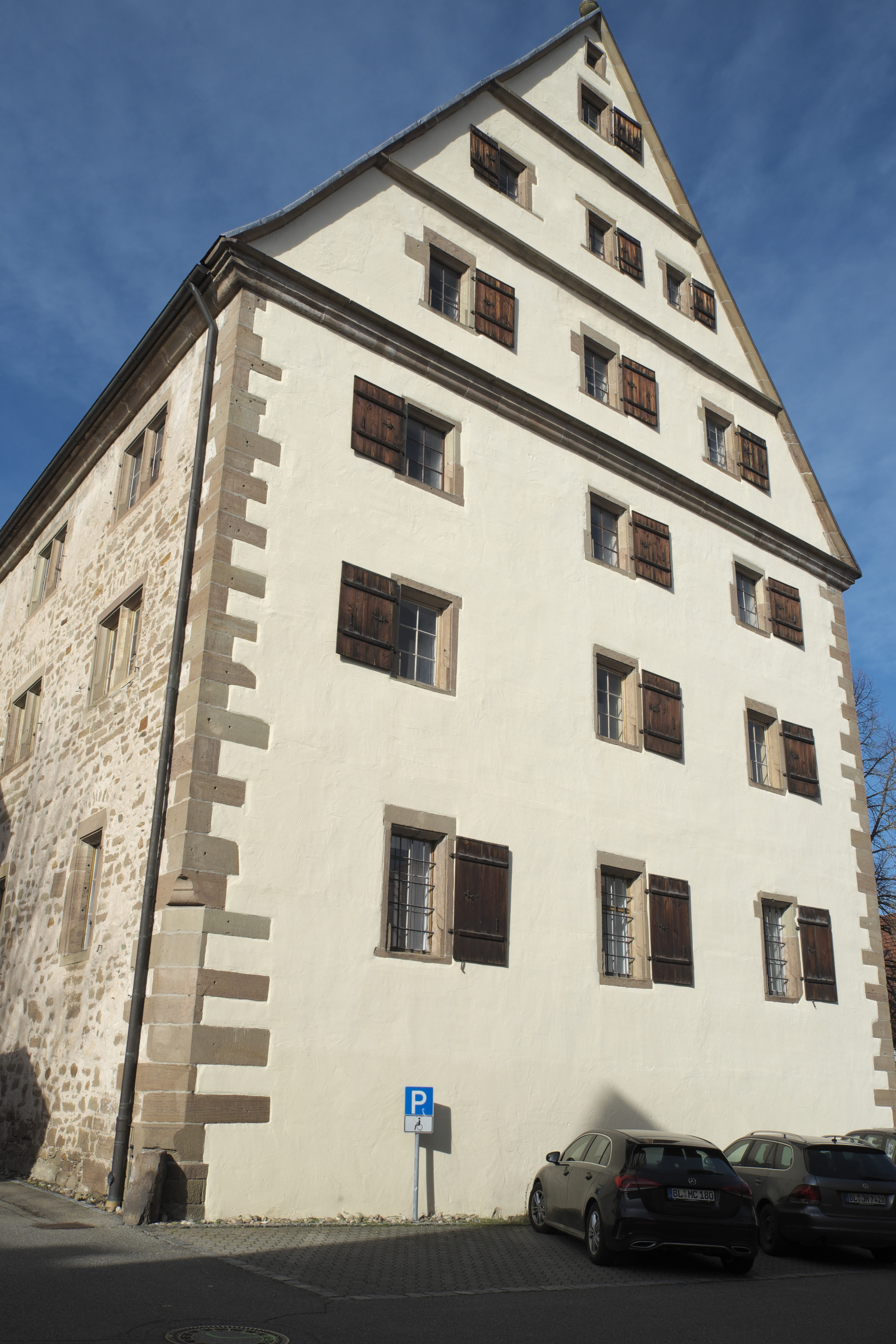
Fruchtkasten in Rosenfeld

Der Fruchtkasten in Rosenfeld, einer Stadt im Zollernalbkreis in Baden-Württemberg, wurde 1581 errichtet. Der ehemalige Fruchtkasten in der Frauenberggasse ist ein geschütztes Kulturdenkmal. Der Fruchtkasten in Rosenfeld war einer von vier Getreidespeichern in Württemberg, die zur Unterstützung der Ärmsten in Notzeiten dienten.
Der fast 50 Meter lange dreigeschossige Massivbau mit Eckquaderung und profilierten Gesimsen besitzt noch Reste einer ornamentalen Bemalung. Im Inneren ist eine große Halle mit Steinstützen. 
Das Heinrich-Blickle-Museum mit einer Sammlung gusseiserner Ofenplatten befindet sich seit 1982 im Gebäude.